# Котиковка
Котико́вка (укр. Котиківка) — село в Городенковской городской общине Коломыйского района Ивано-Франковской области Украины.
Население по переписи 2001 года составляло 2290 человек. Почтовый индекс — 78106. Телефонный код — 03430.